# Jean-Luc Cappozzo
Jean-Luc Cappozzo (* 22. April 1954 in Belfort) ist ein französischer Jazz- und Improvisationsmusiker (Trompete, Flügelhorn).

## Leben
Cappozzo war zunächst Mitglied im Harmonieorchester seiner Geburtsstadt; während seiner Militärzeit spielte er zwischen 1974 und 1981 in einem Orchester der französischen Luftwaffe in Dijon. Gemeinsam mit dem Akkordeonisten Serge Desaunay interpretierte er Volksmusik. Nach der Begegnung mit Dizzy Gillespie, der ihn 1984 als Mitspieler zu einem Konzert einlud, entschied er sich dazu, Jazzmusiker zu werden. 1988 erhielt er das Diplom zum Jazzlehrer und unterrichtete Trompeten-Improvisation an der Musikhochschule (CNSM) in Lyon. 1991 wurde er Mitglied der ARFI; er spielte in verschiedenen Formationen der Vereinigung. Auch arbeitete er bei Louis Sclavis, bei Bernard Struber und bei Claude Tchamitchian. Er  spielte im Quintett Pentacle von Sophia Domancich, im Quartett von Denis Fournier und im Quintett Fragments et suite lyrique von Joëlle Léandre. Mit Jean Aussanaire, Rémi Charmasson und Bernard Santacruz bildete er ein Quartett; auch komponierte er Du Vent chez Johannes, das er mit einem Streichquartett aufführte. In den nächsten Jahren war er auch mit Daunik Lazro und Paul Lovens aktiv; seit 2005 gehört er zum Globe Unity Orchestra. Seit 1999 spielte er im Trio „Apollo“ und bildete mehrere Duos mit Joëlle Léandre und Eric Brochard, mit dem Schlagzeuger  Paul Lovens, dem Tubaspieler Michel Godard, mit der Sängerin Géraldine Keller, dem Pianisten Umberto Petrin, dem Dudelsackspieler Erwan Keravec sowie den Trompetern Axel Dörner und Herb Robertson, die teilweise auch mit Alben dokumentiert sind.

## Diskographische Hinweise
- Joy Spirit (Solo, 2009)
- Bernard Santacruz/Christine Wodrascka/Philippe Deschepper/Jean-Luc Cappozzo Récifs (2008)
- Apollo Adieu les filles (mit Alain Gibert, Jean-Paul Autin, Géraldine Keller, Gilles Chabenat; 2007)
- Francesco Branciamore Trium (mit Michel Godard; 2007)
- Daunik Lazro/Cappozzo/Didier Lasserre: Garden(s) (Ayler, 2017)
- João Camões/Jean-luc Cappozzo/Jean-Marc Foussat: Autres Paysages (Clean Feed, 2018)
- Nicolas Souchal, Michael Nick, Daunik Lazro, Jean-Luc Cappozzo: Neigen (Ayler Records, 2021)

## Lexikalischer Eintrag
- Philippe Carles, André Clergeat, Jean-Louis Comolli: Le nouveau dictionnaire du jazz. Édition Robert Laffont, Paris 2011, ISBN 978-2-221-11592-3